# Gais 1963
Fotbollsklubben Gais spelade säsongen 1963 i Division II Västra Götaland, där man slutade på första plats. Efter framgångsrikt kvalspel blev man klara för allsvenskan 1964.
Hasse Samuelsson gjorde 25 mål på 21 matcher och blev seriens skyttekung.

## Inför säsongen

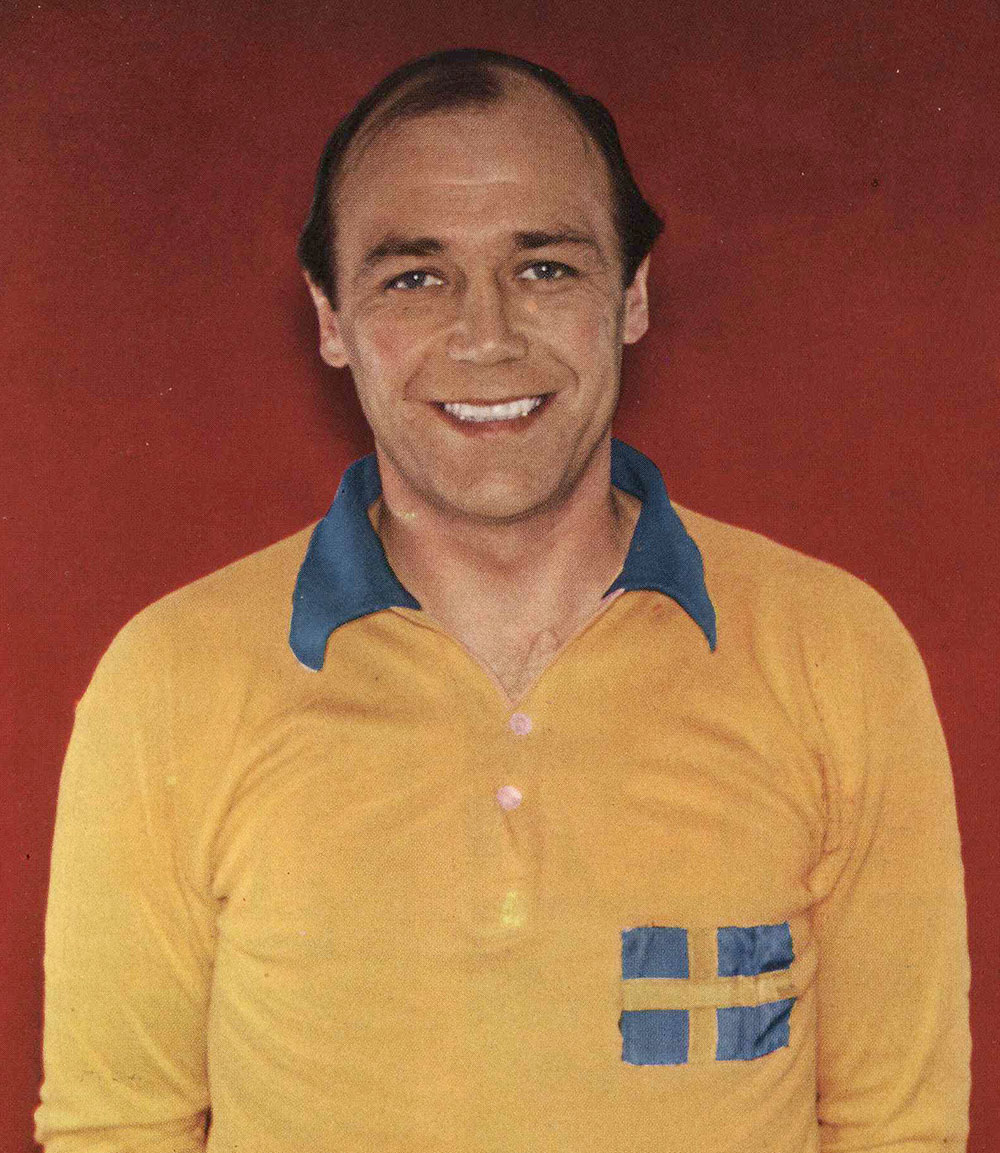
Gunnar Gren var ny spelande tränare för Gais.

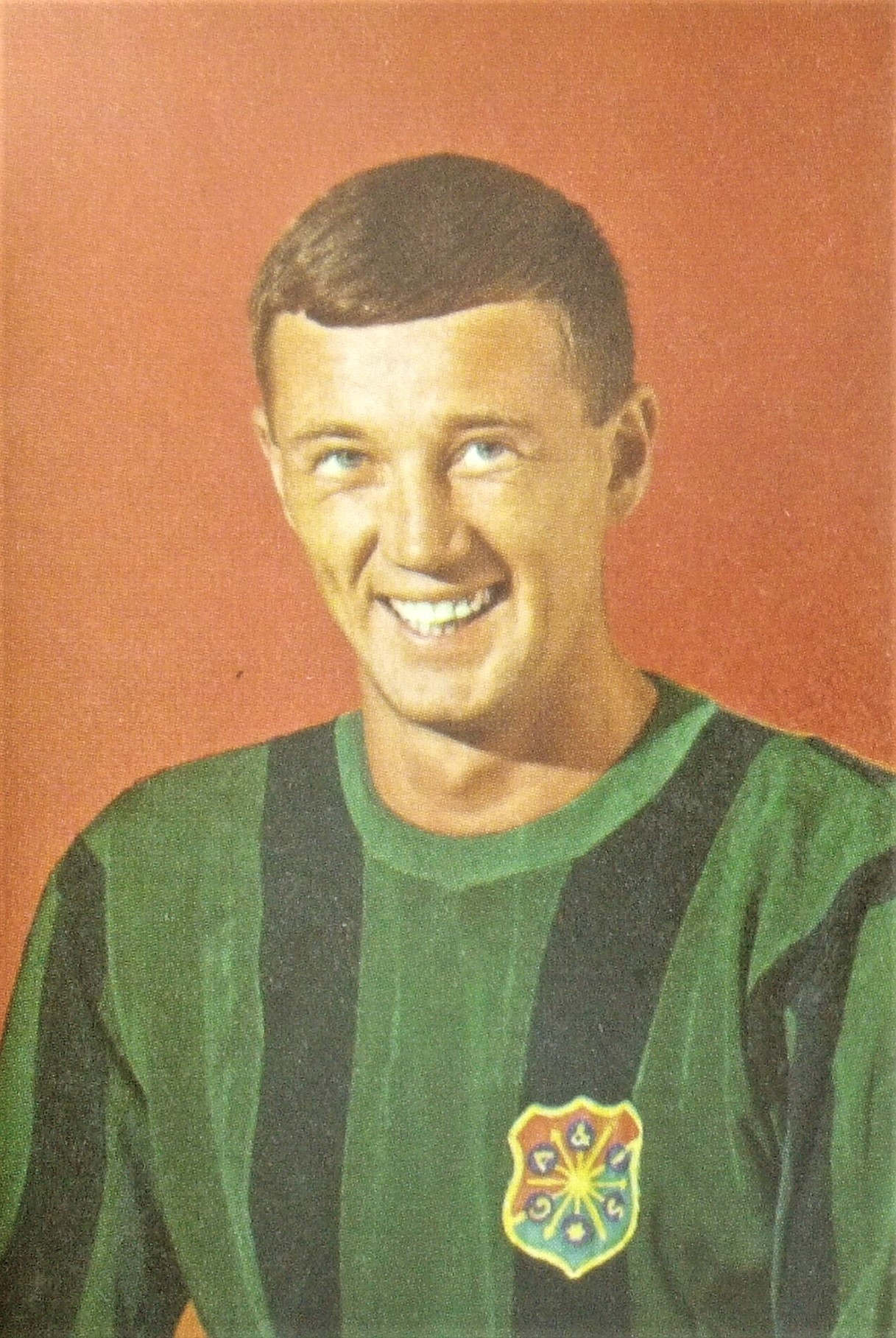
Hasse Samuelsson var också ny, och vann med sina 25 mål division II:s skytteliga.

Gais värvade inför säsongen 42-åriga Gunnar Gren som spelande tränare samt förra årets skyttekung i division II Hasse Samuelsson från Kungshamns IF. Klubben inledde säsongen med att slå Lundens AIS med 7–1 i en träningsmatch den 23 februari, och efter seger i samtliga träningsmatcher under försäsongen spelade man i triangelserien oavgjort 3–3 mot både Örgryte IS och IFK Göteborg.

## Seriespel
Intresset för Gais hade med de nya profilstarka värvningarna och den goda försäsongen vuxit sig stort, och seriepremiären mot IK Oddevold på Gamla Ullevi den 18 april sågs av över 4 000 åskådare, trots ösregn. Gunnar Gren visade sig hålla hög klass, och Hasse Samuelsson gjorde första målet då Gais vann med 2–1. Laget ställde på papperet upp i den traditionella 2–3–5-uppställningen, men spelade i praktiken ett 4–2–4-system med högeryttern Sten-Olof Johansson i en defensiv roll och med Gren i en fri roll på mittfältet. Segern följdes upp med 3–1 borta mot Landskrona BoIS innan säsongens enda förlust inkasserades mot Varbergs BoIS hemma på Ullevi inför drygt 7 000 åskådare. Samuelsson var till denna match borta på grund av skada, och även Gren och Rolf Lundh var småskadade, och Gais förlorade med 1–2 trots att Lundh hade gjort ledningsmålet. I början av maj slog man toppkonkurrenten IFK Malmö med 1–0 på bortaplan, och när vårsäsongen var över hade Gais en fyrapoängsledning. Gais serieledning var aldrig i fara under hela hösten, som man inledde med fyra raka segrar, varav 4–0 mot Redbergslids IK var en ren uppvisning av laget. Man spelade fin fotboll och gjorde mängder av mål, inte minst tack vare Hasse Samuelsson, som gjorde ofattbara 25 mål på 21 matcher och blev skyttekung i division II.

### Tabell
| Nr | Lag                    | S  | V  | O | F  | GM | IM | MS  | P  |
| -- | ---------------------- | -- | -- | - | -- | -- | -- | --- | -- |
| 1  | Gais                   | 22 | 16 | 5 | 1  | 63 | 20 | +43 | 37 |
| 2  | IFK Malmö (N)          | 22 | 15 | 3 | 4  | 59 | 25 | +34 | 33 |
| 3  | Redbergslids IK        | 22 | 13 | 4 | 5  | 51 | 38 | +13 | 30 |
| 4  | Norrby IF              | 22 | 13 | 3 | 6  | 56 | 46 | +10 | 29 |
| 5  | Landskrona BoIS        | 22 | 13 | 2 | 7  | 45 | 37 | +8  | 28 |
| 6  | Varbergs BoIS          | 22 | 9  | 2 | 11 | 34 | 35 | −1  | 20 |
| 7  | Malmö BI               | 22 | 5  | 7 | 10 | 36 | 45 | −9  | 17 |
| 8  | Gunnarstorps IF (U)    | 22 | 6  | 5 | 11 | 37 | 55 | −18 | 17 |
| 9  | Halmstads BK           | 22 | 5  | 7 | 10 | 32 | 52 | −20 | 17 |
| 10 | Västra Frölunda IF (U) | 22 | 6  | 2 | 14 | 42 | 58 | −16 | 14 |
| 11 | IK Oddevold            | 22 | 5  | 1 | 16 | 31 | 51 | −20 | 11 |
| 12 | Kinna IF (U)           | 22 | 3  | 5 | 14 | 23 | 47 | −24 | 11 |

### Seriematcher
| Lag                | Hemma | Borta |
| ------------------ | ----- | ----- |
| IFK Malmö          | 1–1   | 1–0   |
| Redbergslids IK    | 2–2   | 4–0   |
| Norrby IF          | 5–1   | 2–0   |
| Landskrona BoIS    | 5–0   | 3–1   |
| Varbergs BoIS      | 1–2   | 4–2   |
| Malmö BI           | 1–0   | 2–2   |
| Gunnarstorps IF    | 4–1   | 3–1   |
| Halmstads BK       | 3–0   | 6–0   |
| Västra Frölunda IF | 1–1   | 2–1   |
| IK Oddevold        | 2–1   | 2–2   |
| Kinna IF           | 5–1   | 4–1   |

### Kvalspel
Efter seriesegern var det dags för en kvalserie mot seriesegrarna i de övriga tre division II-serierna: GIF Sundsvall (Norrland), IFK Eskilstuna (Svealand) och Östers IF (Östra Götaland). Lagom till den första matchen, mot Öster på Ullevi den 12 oktober, bytte Gais från sina gröna tröjor med vita ärmar till de klassiska grönsvartrandiga tröjorna. Hela 35 302 personer såg Gais slå Öster med 1–0 efter ett straffmål av Sten-Olof Johansson sedan Hasse Samuelsson blivit nedgjord i straffområdet. Efter 0–0 borta mot Eskilstuna inför rekordpubliken 22 491 åskådare skulle allt avgöras i den sista matchen, på neutral plan mot Sundsvall. Till Råsunda hade det kommit 30 801 åskådare, och Gais var tvunget att vinna för att gå upp till allsvenskan. Hasse Samuelsson gjorde 1–0 till Gais i första halvlek, men Sundsvalls Yngve Nordin kvitterade i andra halvlek. Gais flyttade upp hela laget, och tre minuter före full tid slog Sundsvalls Jarl Andrén en för lös bakåtpass till målvakten, som Rolf Lundh kunde snappa upp och göra mål på. Lundh gjorde sedan ytterligare ett mål i sista minuten, och Gais var efter 3–1 tillbaka i allsvenskan.
| Nr | Lag            | S | V | O | F | GM | IM | MS | P |
| -- | -------------- | - | - | - | - | -- | -- | -- | - |
| 1  | Gais           | 3 | 2 | 1 | 0 | 4  | 1  | +3 | 5 |
| 2  | IFK Eskilstuna | 3 | 1 | 2 | 0 | 4  | 1  | +3 | 4 |
| 3  | GIF Sundsvall  | 3 | 1 | 1 | 1 | 5  | 5  | 0  | 3 |
| 4  | Östers IF      | 3 | 0 | 0 | 3 | 1  | 7  | −6 | 0 |

## Spelarstatistik

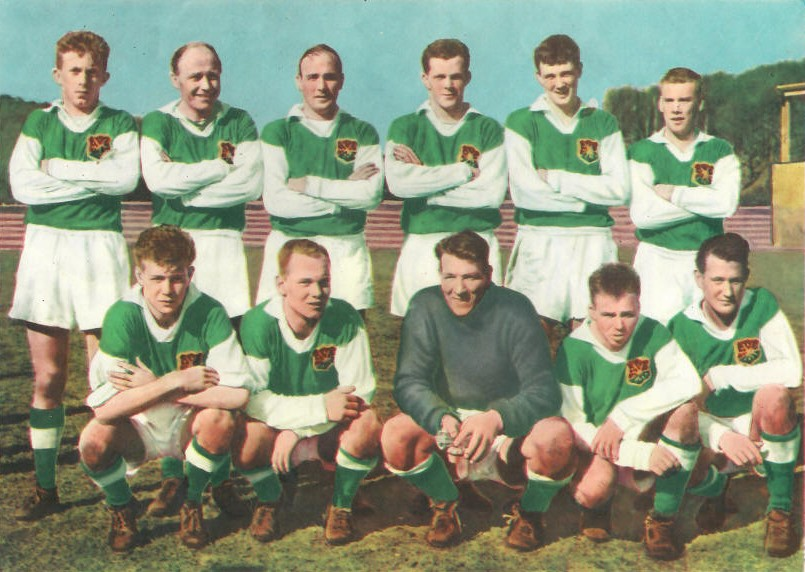
Gais 1963. Bakre raden från vänster: Sten-Olof Johansson, Gunnar Gren, Leif Forsberg, Rolf Lundh, Hasse Samuelsson, Alf Johansson. Främre raden från vänster: Bo Johansson, Kent Grek, Leif Andersson, Bo Palle, Bengt Apell.

| Spelare             | Matcher | Mål |
| ------------------- | ------- | --- |
| Bo Palle            | 22      | 1   |
| Leif Andersson (mv) | 22      |     |
| Bengt Apell         | 22      |     |
| Leif Forsberg       | 22      |     |
| Hasse Samuelsson    | 21      | 25  |
| Sten-Olof Johansson | 21      | 11  |
| Bo Johansson        | 21      |     |
| Rolf Lundh          | 20      | 14  |
| Gunnar Gren         | 20      | 2   |
| Kent Grek           | 20      |     |
| Alf Johansson       | 19      | 6   |
| Bengt Johansson     | 8       | 4   |
| Sune Olofsson       | 1       |     |
| Sune Persson        | 1       |     |